# Scopula tricommata
Scopula tricommata là một loài bướm đêm trong họ Geometridae.